# شهرستان اندرسون (کارولینای جنوبی)
شهرستان اندرسون، کارولینای جنوبی (به انگلیسی: Anderson County, South Carolina) یک سکونتگاه مسکونی در ایالات متحده آمریکا است که در کارولینای جنوبی واقع شده‌است.

## خصوصیات
شهرستان اندرسون ۱٬۹۶۰٫۶۳ کیلومترمربع مساحت دارد.